# رایت کرلس
رایت کرلس (استونیایی: Rait Keerles؛ زادهٔ ۲۲ نوامبر ۱۹۸۰) بازیکن بسکتبال اهل استونی بود.
از باشگاه‌هایی که در آن بازی کرده‌است می‌توان به باشگاه بسکتبال کالو اشاره کرد.